# Bradycellus georgei
Bradycellus georgei är en skalbaggsart som beskrevs av Carl Hildebrand Lindroth. Bradycellus georgei ingår i släktet Bradycellus och familjen jordlöpare. Inga underarter finns listade i Catalogue of Life.